# Ordes
Ordes (galicisch und offiziell; spanisch Órdenes) ist eine spanische Gemeinde in der Autonomen Gemeinschaft Galicien. Die Gemeinde hat 12.772 Einwohner (Stand: 2024). Ordes liegt in einer Ebene auf halbem Weg zwischen Santiago de Compostela und A Coruña.

## Bevölkerungsentwicklung der Gemeinde
Legende: Ordenes___Ordes

Quelle: INE-Archiv – grafische Aufarbeitung für Wikipedia

## Gemeindegliederung
Die Gemeinde Ordes ist in 13 Parroquias gegliedert:
| Parroquias            | Patrozinium  | Einwohner 2024 | Fläche km² | Dichte Einw./km² | Höhe msnm | Ortskennzahl |
| --------------------- | ------------ | -------------- | ---------- | ---------------- | --------- | ------------ |
| Ardemil               | San Pedro    | 914            | 20,50      | 45               | 370       | 15059010000  |
| Barbeiros             | Santa María  | 214            | 9,82       | 22               | 331       | 15059020000  |
| Beán                  | Santa María  | 245            | 10,34      | 24               | 350       | 15059030000  |
| Buscás                | San Paio     | 488            | 14,25      | 34               | 289       | 15059040000  |
| Leira                 | Santa María  | 603            | 15,54      | 39               | 359       | 15059050000  |
| Lesta                 | Santo André  | 182            | 11,02      | 17               | 305       | 15059060000  |
| Mercurín              | San Clemente | 239            | 10,68      | 22               | 369       | 15059070000  |
| Ordes                 | Santa María  | 7.789          | 17,83      | 437              | 289       | 15059090000  |
| Parada                | Santa Mariña | 276            | 11,23      | 25               | 300       | 15059100000  |
| Pereira               | Santaia      | 313            | 6,69       | 47               | 333       | 15059110000  |
| Poulo                 | San Xulián   | 316            | 9,70       | 33               | 289       | 15059120000  |
| Santa Cruz de Montaos | Santa Cruz   | 790            | 9,68       | 82               | 0         | 15059080000  |
| Vilamaior             | Santiago     | 300            | 10,21      | 29               | 376       | 15059130000  |

## Wirtschaft
| Ackerbau, Viehzucht und Fischerei                                                  | 0377  | 06,89  |
| Industrie                                                                          | 1.072 | 019,59 |
| Bauwirtschaft                                                                      | 0600  | 010,97 |
| Dienstleistungsbetriebe                                                            | 3.422 | 062,55 |
| Total                                                                              | 5.471 | 100,00 |
| * Daten aus dem Statistischen Amt für Wirtschaftliche Entwicklung in Galicien, IGE |       |        |